# Джеймстаун (Кентукки)
Джеймстаун (англ. Jamestown) — город и административный центр округа Расселл в штате Кентукки, в США. Основан в 1825 году. Статус города носит с 1826 года. Население по переписи 2020 года составляло более 1 000 человек.

## История
Город был основан 23 декабря 1825 году в качестве столицы недавно образованного округа Расселл. Некоторое время он был известен как Джексонвилл. Город был назван так в честь генерала Эндрю Джексона, который во время президентских выборов 1824 года получил большинство голосов избирателей штата, но проиграл второй тур в Палате представителей из-за «коррупционной сделки», заключенной Генри Клэем и Джоном Куинси Адамсом. В 1826 году к власти в Кентукки пришла партия противников Джексона, лояльная Клею, и уже в ноябре 1826 года в городе было открыто почтовое отделение с новым названием населённого пункта — Джеймстаун. Город переименовали в честь местного землевладельца Джеймса Вулдриджа, который, вместе со своим братом Джоном Вулдриджем, пожертвовал 110 акров земли для основания города. Акт законодательного собрания штата о присвоении населённому пункту статуса города в декабре 1826 года закрепил за ним название Джеймстаун.

## География
По данным Бюро переписи населения США город имеет общую площадь 5,7 км²; всю её занимает суша. Климат в этой области характеризуется жарким и влажным летом и, как правило, мягкой или прохладной зимой. Согласно системе классификации климата Кеппена, в Джеймстауне влажный субтропический климат, на климатических картах обозначаемый сокращенно «Cfa».
На территории города находится искусственное озеро Камберленд, построенное Инженерным корпусом армии США в 1952 году. На водоёме разрешены рыбалка и катание на лодках вдоль береговой линии. Здесь же находится плотина Вулф-Крик.

## Население
По переписи 2000 года в городе проживало 1624 человека и 421 семья, насчитывалось 662 домохозяйств. Плотность населения составила 279 чел./км². Насчитывалось 755 единиц жилья со средней плотностью 129,7 чел./км². Расовый состав населения был следующим: евроамериканцы 94,89%, афроамериканцы 3,51%, азиаты 0,43%, представителей других рас 0,12%  и представителей двух или более рас 1,05%. Латиноамериканцы или латиноамериканцы любой расы составляли 0,86% населения.
Из 662 домохозяйств 30,5% имели детей в возрасте до 18 лет, проживающих с ними, 44,3% составляли супружеские пары, живущие вместе, 15,0% были одинокими женщинами и 36,3% не были семьями. 34,1% всех домохозяйств состояли из отдельных лиц, в 15,6% проживали одинокие люди в возрасте 65 лет и старше. Средний размер домохозяйства составлял 2,25 человека, средний размер семьи — 2,87 человека.
23% населения было в возрасте до 18 лет, 7,9% в возрасте от 18 до 24 лет, 24,4% в возрасте от 25 до 44 лет, 22,0% в возрасте от 45 до 64 лет и 22,7% в возрасте 65 лет и старше. Средний возраст составил 41 год. На каждые 100 женщин приходилось 83,7 мужчин. На каждые 100 женщин в возрасте 18 лет и старше приходилось 79,7 мужчин.
Средний доход семьи составлял 18 587 долларов США, а средний доход семьи — 25 234 доллара США. Средний доход мужчин составлял 24 375 долларов США против 20 380 долларов США у женщин. Доход на душу населения в городе составил 11 140 долларов США. Около 25,8% семей и 30% населения находились за чертой бедности, в том числе 44,5% лиц в возрасте до 18 лет и 14,2% лиц в возрасте 65 лет и старше.

## Экономика
В 1975 году рядом с плотиной Вулф-Крик был построен национальный рыбоводный завод Вулф-Крик, ставший одним из последних инкубаторов в федеральной системе рыбоводства. Ныне завод производит около миллиона особей радужной, коричневой и речной форели весом 124 737 кг в год. Вместе с Департаментом рыбных и природных ресурсов Кентукки мальки запускаются в 120 различных водоемах штата с разрешённым рыболовством. Большая часть рыбы разводится в водах, контролируемых федеральным правительством.

## Культура
В Джеймстауне действует библиотека, входящая в сесть Публичных библиотек округа Расселл.